# Колотовка (Иркутская область)
Колотовка — посёлок в Мамско-Чуйском районе Иркутской области. Входит в состав Витимского муниципального образования.

## География
Посёлок находится на левом берегу реки Витим, на расстоянии 23 км к юго-востоку от рабочего посёлка Мама, административного центра района.

## Население
| 2002 | 2010 | 2011 | 2012 |
| ---- | ---- | ---- | ---- |
| 301  | ↘165 | ↘161 | ↘149 |

## Улицы
| - ул. Геологическая, - ул. Комсомольская, - ул. Лесная, - пер. Лесной, - ул. Набережная, | - ул. Новая, - ул. Первомайская, - ул. Рабочая, - ул. Советская, - ул. Школьная. |